# 飲酒率
飲酒率（いんしゅりつ）とは、飲酒を行う人の割合のこと。

## 日本の飲酒率
厚生労働省の定める飲酒率の定義は「1年以内に1回以上飲酒した人の割合」である。また、生活習慣病のリスクを高める量を飲酒している者の割合の定義は、「1日当たりの純アルコール摂取量が男性40g以上（清酒2合[360ml]相当）、女性20g以上（清酒1合[180ml]相当）の人の割合」。また、飲酒が毎日でなくとも週に1～2日や月に1～3日の飲酒であっても1日当たり5合以上飲んでいた場合は、その者に該当する。
そして、清酒1合（180ml）は他のお酒に換算した場合、ビール・発泡酒中瓶1本（約500ml）、焼酎20度（135ml）、焼酎25度（110ml）、焼酎30度（80ml）、チュウハイ7度（350ml）、ウィスキーダブル 1杯（60ml）、ワイン2杯（240ml）となる。 
かつて、飲酒習慣のある者の割合（飲酒習慣者率）で調査しており、飲酒習慣者率の定義を「週に3回以上飲酒し、飲酒日1日あたり清酒換算で1合以上を飲酒する人の割合」して国民健康・栄養調査で発表したが、2012年7月10日に厚生労働省で発表した「国民の健康の増進の総合的な推進を図るための基本的な方針」により、生活習慣病のリスクを高める量を飲酒している者の割合の減少を目標としたため、2019年の飲酒習慣率調査を最後に公表されていない。なお、飲酒率と飲酒習慣者率は混同しやすいので注意が必要である。
厚生労働省健康・生活衛生局の2023年の調査によると、生活習慣病のリスクを高める量を飲酒している者の割合（年齢調整済）は男性が14.3%、女性10.0%である。年齢別で見た場合、男性の場合は20代が4.3%に対して40代が23.6%と約5.5倍高くなり、女性は20代が7.8%に対して50代が14.6 %と約1.9倍高くなり、若年層よりも中年層にリスクの高い飲酒をしている者が多くいる。
また、飲酒離れが若年層で進んでおり、理由として健康志向が昔に比べ高まったことと、飲酒以外の娯楽がありコミュニケーション手段として見た飲酒がSNSと比べて、費用と時間か嵩み酔いによる失敗行動の原因になりかねずコストパフォーマンスが悪い娯楽になっていることが挙げられる。また、男性は1989年は51.5%であったが、2023年には32.1%に減少している。
なお、2023年の飲酒習慣者率（週に3回以上飲酒し、飲酒日1日あたり清酒換算で1合以上を飲酒する人の割合）は男性32.12%、女性8.91%、そのうち20代の飲酒習慣者率は男性9.57%、女性5.18%となっており、20代男女ともに全体の飲酒習慣者率より低い結果となっている。逆に、男性は60代で44.07%、女性は50代の14.26%が年代別で最も高かった。
そして、妊娠可能年齢女性における飲酒率は、2010年の約8.7％から2019年の約1.0％まで減少し、2023年時点で約1.0%である。なお、妊婦のアルコール摂取は胎児性アルコール症候群を引き起こし、胎児へ悪影響を及ぼす。

## アメリカの飲酒率
米世論調査会社「ギャラップ」の調査によると、2010年現在の飲酒率は67%で過去25年間で最高の数値を記録したと報告されている。

## 飲酒率に対する対応
日本では、21世紀における国民健康づくり運動（健康日本21）（第三次）として、国レベルで健康政策を行っているが、そこでは飲酒率自体についての言及は基本的に無いものの、生活習慣病のリスクを高める量（1日当たりの平均純アルコール摂取量が男性で40ｇ、女性で20ｇ以上）を飲酒している者の割合（2019年、男女計 11.8％、男性 14.9%、女性 9.1%）を2032年までに男女合わせて10％へ減少することと、未成年の飲酒率（調査日から過去30日間で1日でも飲酒した者の割合は、2021年で中高生全体で約2.2%、中学生男子で約1.8%、中学生女子で約1.4%、高校生男子で約2.9%、高校生女子で約2.7%）を2032年までになくすことを目標としている。
なお、国立精神・神経医療研究センター精神保健研究所薬物依存研究部が運用しているウェブサイト「ASPAD-J」に公表されている「飲酒・喫煙・薬物乱用についての全国中学生意識・実態調査」の報告書によれば、中学生で今まで飲んだことがある者の割合は、2022年で中学3年生男子で約18.4%、女子で約12.9%であり、1996年以降減少傾向にある。